# Erigone bifurca
Erigone bifurca Locket, 1982 è un ragno appartenente alla famiglia Linyphiidae, diffuso nel sud-est asiatico.

## Aspetto
L'epiteto specifico bifurca fa riferimento alla particolarità che caratterizza la specie, e cioè l'apofisi bifida; che però, come fa notare l'aracnologo Jocqué, è quasi impossibile da osservare quando l'esemplare è posto lateralmente poiché i cheliceri sono curvati verso l'esterno.
Il maschio è lungo 1,45 mm, e il carapace è 0,70 mm. Il carapace è color marrone tendente al rosso chiaro; lo sternum è nero di seppia; le zampe sono gialle e l'addome è uniformemente grigio scuro. I cheliceri sono dello stesso colore del carapace. Nel margino esterno sono presenti 5 denti e nell'interno 3. Sulla superficie anterolaterale sono presenti 7 denti.

La femmina è lunga 1,63 mm, e il carapace è 0,70 mm. La colorazione è identica al maschio. I cheliceri presentano nel margino esterno 5 denti e nell'interno 3.
La specie è molto simile a E. convalescens; essi sono distinguibili dalle fattezze del palpo maschile. Inoltre la patella in E. bifurca è molto più lunga, la tibia invece è più bassa (a causa della curvatura esterna dei cheliceri) e l'epigino femminile è molto più delimitato e trapezoidale invece che ovale.

## Distribuzione
La specie è stata rinvenuta in Malaysia, nelle Filippine e nei pressi del vulcano indonesiano Krakatoa.

## Tassonomia
Al 2014 non sono note sottospecie e dal 1995 non sono stati esaminati nuovi esemplari.